# Petro Oros
Petro Oros (en ukrainien : Петро Орос), né le 14 juillet 1917 à Biri (Autriche-Hongrie) et mort le 28 août 1953, est un prêtre gréco-catholique ukrainien, ayant été assassiné par le régime soviétique pour avoir continué d'exercer son ministère sacerdotal, dans un contexte de persécutions contre l'Église. 
Il est reconnu martyr par le pape François en août 2022.

## Biographie
Petro Oros naît le 14 juillet 1917 dans le village de Biri, sur le territoire de l'actuelle Hongrie. Il grandit dans une famille ukrainienne, profondément religieuse ; son père est prêtre gréco-catholique. Orphelin à 8 ans, il fut confié à l'une de ses tantes. En 1937, il intègre le séminaire d'Oujhorod et fut ordonné prêtre célibataire le 18 juin 1942. Envoyé comme vicaire dans les villages de Velyki Komyaty et Maly Komyaty, il se distingue pour son zèle pastoral et son dévouement aux pauvres.
En 1944, la paroisse fut occupée par les troupes soviétiques de l'Armée rouge et intégrée à l'Union soviétique. À partir de cette date, les autorités lancèrent une campagne de pression contre l'Église, par l'arrestation et l'exécution de plusieurs prêtres et évêques. 
En 1946, Petro Oros devient curé de la paroisse de Bilky, près d'Irchava. En 1949, le régime interdit le culte et fait fermer toutes les églises. Malgré le climat de persécutions, Petro Oros poursuit ses activités sacerdotales. Il célèbre la messe en cachette, met des vêtements civils pour aller donner le baptême ou la communion à des paroissiens. Le 28 août 1953, il est arrêté par la police soviétique, et exécuté sommairement devant la gare du village de Sil’ze. Son corps est caché pour éviter d'en faire un martyr.

## Béatification
La cause pour la béatification de Petro Oros débute en 2010, et menée par l'Église grecque-catholique ukrainienne.
Le 5 août 2022, en pleine invasion de l'Ukraine par la Russie, le pape François fait remonter la cause de Petro Oros et reconnaît officiellement sa mort en martyr de la foi. Cette reconnaissance entraîne la signature immédiate de la part du pape du décret permettant sa béatification. Il sera solennellement proclamé bienheureux au cours d'une messe célébrée le 3 mai 2025 à Bilyky.

## Articles liés
- Martyrs d'Ukraine
- Liste des béatifications prononcées par François